# Kappadokie (provincie)
Kappadokie (latinsky Cappadocia, řecky Καππαδοκίας) byla provincie Římské říše, která existovala od roku 18, přešla i do navazující Byzantské říše a v 7. století byla transformována v themu Armeniakon (přesné datum je nejisté, nová jednotka existovala jistě v roce 667). Ležela v historickém území Kappadokie v Malé Asii. Zasahovala na území dnešního Turecka a Gruzie. Založil ji císař Tiberius a měla status císařské provincie, jejího guvernéra (legatus Augusti) tudíž jmenoval sám císař; status provincie se ovšem v průběhu doby měnil (např. Vespasianus ji roku 69 učinil provincií senátorskou). Jejím hlavním městem byla Caesarea (dnešní turecké Kayseri). Ve druhé polovině 1. století, za vlády Nera, provincie inkorporovala dosud samostatné provincie Pontus a Armenia Minor. Po Diokleciánově správní reformě ve 3. století byla pontská a arménská území zase odštěpena. Ve 4. století byla východní polovina provincie oddělena a byly vytvořeny provincie Armenia Prima a Armenia Secunda. Roku 371 císař Valens provincii rozdělil na dvě části, Cappadocia Prima a Cappadocia Secunda. Byzantský císař Justinián I. obě jednotky zase spoji.
Před přeměnou v provincii bylo území od roku 95 př. n. l. klientským královstvím Říma, o nějž Řím sváděl boje s Pontským královstvím (zejm. Mithridatem VI.) a Arménií (Tigranem Velikým), tyto boje jsou známé jako mithridatské války. Posledního klientského krále Archelaa Tiberius uvrhl do vězení, kde zemřel. Byl obviněn z přípravy povstání, ve skutečnosti se chtěl Tiberius bezprostředně zmocnit důležitých zdrojů, jež Kappadokie nabízela.
Kappadokie byla nejvýchodnější provincií říše. Jako hraniční provincie měla zejména vojenský význam, v polovině 2. století zde kupříkladu působilo 28 tisíc římských vojáků (tři legie), kteří bránili hranici proti sousední Parthské říši a zároveň mohli rychle zasáhnout v klientském Arménském království. Ve 4. století sehrávala provincie poměrně velkou politickou roli, císaři byli v Caesarii častými návštěvníky (zejména Valens), budoucí císař Julianus zde vyrůstal (narodil se ovšem v Konstantinopoli). Ve 4. století se oblast stala významným centrem křesťanství, působili zde Basileios Veliký, Řehoř z Nazianzu či Řehoř z Nyssy, neboli takzvaní Kappadočtí otcové. Od 7. století východní Římané nad oblastí začali postupně ztrácet kontrolu, nejprve na úkor Sasánovců, později muslimů.